# Conectividade de pixels
Em processamento de imagem e reconhecimento de imagens, conectividade de pixels é o modo em que pixels em imagens bi ou tridimensionais se relacionam com seus vizinhos. Sua utilidade também se estende a simulações como automatos celulares.

## Tipos de Conectividade

### Bidimensional

#### 4-conectados
Pixels 4-conectados são vizinhos à todos os pixels que tocam uma de suas bordas. Esses pixeis estão conectados horizontalmente e verticalmente. Em termos de coordenadas de pixel, todo pixel que tem as coordenadas
{\displaystyle \textstyle (x\pm 1,y)} ou {\displaystyle \textstyle (x,y\pm 1)}
é conectado ao pixel em {\displaystyle \textstyle (x,y)}.
Ver também: Vizinhança de Von Neumann

#### 6-conectados
Pixels 6-conectados são vizinhos de todos os pixels que tocam um de seus cantos (o que inclui pixels que tocam em suas arestas) em um grid hexagonal ou um grid retangular aparelhado.
Existem várias maneiras de mapear blocos hexagonais para coordenadas de pixel inteiras. Com um método, juntamente com os pixels 4-conectados, os pixels nas coordenadas
{\displaystyle \textstyle (x+1,y+1)} e {\displaystyle \textstyle (x-1,y-1)} são conectados ao pixel em {\displaystyle \textstyle (x,y)}.

#### 8-conectados
Pixels 8-conectados são vizinhos de todo pixel que toca uma de suas arestas ou cantos. Estes pixels são conectados horizontalmente, verticalmente e diagonalmente. Juntamente com os pixels 4-conectados, cada pixel com coordenadas
{\displaystyle \textstyle (x\pm 1,y\pm 1)} ou {\displaystyle \textstyle (x\pm 1,y\mp 1)} é conectado ao pixel em {\displaystyle \textstyle (x,y)}.
Ver também: Vizinhança de Moore

### Tridimensional

#### 6-conectados
Pixels 6-conectados são vizinhos de todo pixel que toca uma de suas faces. Estes pixels são conectados por um dos eixos primários. Cada pixel com coordenadas {\displaystyle \textstyle (x\pm 1,y,z)}, {\displaystyle \textstyle (x,y\pm 1,z)}, ou {\displaystyle \textstyle (x,y,z\pm 1)} 
é conectado ao pixel em {\displaystyle \textstyle (x,y,z)}.

#### 18-conectados
Pixels 18-conectados são vizinhos de todo pixel que toca uma de suas faces ou lados. Estes pixels são conectados em ou um ou dois dos eixos primários. Juntamente com pixels 6-conectados, cada pixel com coordenadas {\displaystyle \textstyle (x\pm 1,y\pm 1,z)}, {\displaystyle \textstyle (x\pm 1,y\mp 1,z)}, {\displaystyle \textstyle (x\pm 1,y,z\pm 1)}, {\displaystyle \textstyle (x\pm 1,y,z\mp 1)}, {\displaystyle \textstyle (x,y\pm 1,z\pm 1)}, or {\displaystyle \textstyle (x,y\pm 1,z\mp 1)}
é conectado ao pixel em {\displaystyle \textstyle (x,y,z)}.

#### 26-conectados
Pìxels 26-conectados são vizinhos de todo pixel que toca uma de suas faces, lados ou cantos. Estes pixels são conectados em ou um, dois, ou todos os três dos eixos primários. Juntamente com pixels 18-conectados, cada pixel com coordenadas
{\displaystyle \textstyle (x\pm 1,y\pm 1,z\pm 1)}, {\displaystyle \textstyle (x\pm 1,y\pm 1,z\mp 1)}, {\displaystyle \textstyle (x\pm 1,y\mp 1,z\pm 1)},  ou {\displaystyle \textstyle (x\mp 1,y\pm 1,z\pm 1)} 
é conectado ao pixel em {\displaystyle \textstyle (x,y,z)}.